# Jaylee Hodgson
Jaylee Hodgson (Nottingham, 17 ottobre 1981) è un ex calciatore montserratiano, di ruolo attaccante.

## Carriera

### Club
Dal 2009 ha giocato in squadre britanniche.

### Nazionale
Ha giocato nella nazionale montserratiana.